# Tomoyoshi Koyama
Pour les articles homonymes, voir Koyama.
 (juillet 2025).
Si vous disposez d'ouvrages ou d'articles de référence ou si vous connaissez des sites web de qualité traitant du thème abordé ici, merci de compléter l'article en donnant les références utiles à sa vérifiabilité et en les liant à la section « Notes et références ».
Tomoyoshi Koyama (小山 知良, Koyama Tomoyoshi), né le 19 mars 1983 à Kanagawa (Japon), est un pilote de vitesse moto japonais.

## Palmarès
- Victoire : 1 (125 cm3)
- Podiums : 7 (125 cm3)
- Débuts en GP : Japon 2003 (125 cm3)

- 2004 : 27e Championnat du monde de vitesse (125 cm3) Yamaha
- 2005 : 8e Championnat du monde de vitesse (125 cm3) Honda
- 2006 : 15e Championnat du monde de vitesse (125 cm3) Malaguti
- 2007 : 3e Championnat du monde de vitesse (125 cm3) KTM